# Coracornis sanghirensis
A Coracornis sanghirensis a madarak osztályának verébalakúak (Passeriformes) rendjébe és a légyvadászfélék (Pachycephalidae) családjába tartozó faj.

## Rendszerezése
A fajt Émile Oustalet francia ornitológus írta le 1881-ben, a Pinarolestes nembe Pinarolestes sanghirensis néven. Sorolják a Colluricincla nembe Colluricincla sanghirensis néven is.

## Előfordulása
Indonéziához tartozó Sangir szigetén honos. Természetes élőhelyei a szubtrópusi és trópusi síkvidéki esőerdők. Állandó, nem vonuló faj.

## Megjelenése
Testhossza 17–19 centiméter, testtömege 36 gramm.

## Életmódja
Rovarokkal táplálkozik.

## Természetvédelmi helyzete
Az elterjedési területe rendkívül kicsi, egyedszáma 250 alatti és csökken. A Természetvédelmi Világszövetség Vörös listáján sebezhető fajként szerepel.

## Külső hivatkozások
- Képek az interneten a fajról
- Xeno-canto.org - a faj hangja